# Milton Glaser
Milton Glaser (26 tháng 6 năm 1929 - 26 tháng 6 năm 2020) là một nhà thiết kế đồ họa người Mỹ. Các thiết kế của ông bao gồm logo I Love New York, poster Bob Dylan ảo giác, và logo cho DC Comics, Đại học Stony Brook và Nhà máy bia Brooklyn. Năm 1954, ông cũng đồng sáng lập Push Pin Studios, đồng sáng lập tạp chí New York với Clay Felker, và thành lập Milton Glaser, Inc. vào năm 1974. Tác phẩm nghệ thuật của ông đã được trưng bày trong các triển lãm và được đặt trong các bộ sưu tập cố định trong nhiều bảo tàng trên toàn thế giới. Trong suốt sự nghiệp dài của mình, ông đã thiết kế nhiều áp phích, ấn phẩm và thiết kế kiến trúc. Ông đã nhận được nhiều giải thưởng cho các tác phẩm của mình, bao gồm giải thưởng Huân chương Nghệ thuật Quốc gia của Tổng thống Barack Obama năm 2009, và là nhà thiết kế đồ họa đầu tiên nhận được giải thưởng này.